# Wrexen (stacja kolejowa)
Wrexen (niem: Bahnhof Wrexen) – dawna stacja kolejowa w Warburgu, w regionie Nadrenia Północna-Westfalia, w Niemczech, w dzielnicy Scherfede. Znajduje się na linii Obere Ruhrtalbahn.

## Historia
Wraz z zakończeniem prac na Oberen Ruhrtalbahn przez Diemeltal, Księstwo Waldeck otrzymało w 1872 roku pierwszy raz połączenie z siecią kolejową.
W 1886 roku zdecydowano o wybudowaniu przystanku kolejowego dla Wrexen oraz i budowie budynku stacji. Gmina Wrexen przeznaczyła 1400 marek na budowę stacji.
Otwarcie stacji nastąpiło w dniu 1 lipca 1887. 
Stacja Wrexen została wycofana z użytku 31 maja 1987. 
Budynek dworca był przez krótki czas siedzibą klubu nocnego od 2012 roku.

## Linie kolejowe
- Linia Obere Ruhrtalbahn